# Магнетар
Магнетарите (на английски: magnetar, съкр. от англ. magnetic star, букв. „магнитна звезда“) са вид неутронни звезди с изключително мощно магнитно поле, оценявано на около 109 до 1011 T (или 1013 до 1015 G). Теоретичните разбирания за тях датират от последното десетилетие на XX в. Счита се, че това са останки от свръхнови, които не колабират в черни дупки, а остават като свръхплътни звездни обекти. Тяхната скорост на въртене обаче е няколко пъти по-малка, до десетина секунди на оборот. Плътността на магнитното им поле е около милиард пъти по-голяма от тази на съвременните неодимови магнити. За такива стойности релативистки и квантови ефекти се комбинират, при които полето се разрежда чрез изпускане на гама лъчи. При време от порядъка на 10 000 години това излъчване изчерпва енергията, необходима за процеса. Магнетарите се считат за обяснение на аномалните рентгенови пулсари (AXPs), меките гама излъчватели (SGRs) и бързите радио взривове (FRB).
Към края на 2020 г. са идентифицирани около 30 магнетара. Пример за магнетар е звездата SGR 1806 – 20, която има 1 квадрилион пъти по-силно магнитно поле от нашата планета.